# Diyora Keldiyorova
Diyora Baxtiyor qizi Keldiyorova (ur. 13 lipca 1998) – uzbecka judoczka, olimpijka z Tokio (2020), gdzie zajęła siedemnaste miejsce w wadze półlekkiej i mistrzyni olimpijska z Paryża (2024).
Wicemistrzyni świata w 2023 i 2024; piąta w 2021; uczestniczka zawodów w 2019 i 2022. Trzecia w drużynie w 2021. Startowała w Pucharze Świata w 2017 i 2018. Wygrała igrzyska azjatyckie w 2022; siódma w 2018. Zdobyła cztery medale mistrzostw Azji w latach 2019 - 2024. Trzecia na igrzyskach wojskowych w 2019, a także na Uniwersjadzie w 2019. Wygrała wojskowe MŚ w 2021, a także Igrzyska solidarności islamskiej w 2021 roku.

## Letnie Igrzyska Olimpijskie 2020
| Konkurencja | Eliminacje                          | Klas. końcowa |
| Konkurencja | Przeciwnik I                        | Miejsce       |
| ----------- | ----------------------------------- | ------------- |
| 52 kg       | Lchagwasürengijn Sosorbaram (MGL) P | 17.           |